# Успенская, Елена Борисовна
Еле́на Бори́совна Успе́нская (18 марта 1916, Петроград — 7 августа 1966, Москва) — советская писательница, драматург, журналист. Член Союза писателей СССР. Жена поэта Л. И. Ошанина (в соавторстве c ним написала две пьесы).

## Биография
Родилась 18 (31) марта 1916 год в Петрограде, в семье бывшего члена Боевой организации партии эсеров, литературного критика Б. Г. Успенского (1886—1951) — сына писателя Г. И. Успенского. Училась на биологическом факультете МГУ. В 1936 году вышла замуж за Льва Ошанина.
Печататься начала в 1938 году. С 1942 года регулярно публиковалась в периодических изданиях, работала литсотрудником газеты «Пионерская правда», корреспондентом «Комсомольской правды». В 1946 году вступила в ВКП(б). Участница Второго Всесоюзного съезда советских писателей, прошедшего в 1954 году.
Покончила с собой 7 августа 1966 года, выбросившись из окна своей квартиры на 9-м этаже Дома писателей в Лаврушинском переулке. После кремации похоронена на 34-м участке Ваганьковского кладбища, рядом с могилой отца.

## Творчество
Повесть «Наше лето» посвящена студентам-биологам. Основная тема произведений — духовное формирование молодёжи: поиски призвания, приобщение к науке, пробуждение чувства первой любви. Некоторые из них были переведены на иностранные языки (в том числе английский, французский, болгарский, венгерский, чешский). Незавершённой осталась повесть «Бархатная застава» (впоследствии была закончена дочерью, Татьяной Успенской, и издана в 1969 году).

## Семья
- Дед — Глеб Иванович Успенский (1843—1902), писатель

- Отец — Борис Глебович Успенский (1886—1951), литературный критик
- Мать — Софья Львовна Успенская (Соловейчик) (1892—1965)

- Муж (в браке с 1936 года) — Лев Иванович Ошанин (1912—1996) — поэт-песенник

- Дочь — Татьяна Львовна Успенская-Ошанина (род. 19.10.1937), писательница, в настоящее время проживает в США.
- Сын — Сергей Львович Ошанин (1939—1992), работал в журнале «Наука и жизнь», автор книги «Макросъёмка в природе» (1973).